# CZ-NACE
CZ-NACE (Nomenclature statistique des activités économiques dans la Communauté européenne) je zkratka pro klasifikaci ekonomických činností vydávanou Evropskou komisí od roku 1970. V Česku se začala používat od  1. ledna 2008, kdy nahradila Odvětvovou klasifikaci ekonomických činností (OKEČ). Předpona CZ určuje, že se týká činností prováděných v České republice, v Česku má sběr těchto dat na starosti Český statistický úřad. Klasifikace činností NACE se používá například pro vydávání oprávnění k podnikání (např. živnostenské listy) a pro zařazení předmětů podnikání. Klasifikace se také používá pro zpracování statistických dat a jejich srovnání mezi státy. Díky tomu lze činnosti porovnávat mezi jednotlivými evropskými státy, protože je její používání ve státech Evropské unie povinné.
Jednotlivé obory činností konkrétních firem lze najít z Registru ekonomických subjektů, který provozuje Český statistický úřad.
NACE dělí ekonomické činnosti, resp. oblasti ekonomických činností, tak, že každé statistické jednotce, která vykonává nějakou ekonomickou činnost, lze přiřadit některý kód NACE. Ekonomickou činností přitom rozumíme výrobu určitého výrobku nebo poskytování služby při použití kombinace výrobních prostředků, práce, výrobních postupů a meziproduktů.

Klasifikace CZ-NACE je pětimístná. První čtyři úrovně jsou převzaty z mezinárodního standardu, pátá národní úroveň byla doplněna tam, kde pro statistické účely bylo potřeba ekonomické činnosti klasifikovat detailněji. První úroveň tvoří 21 sekcí označených písmenným kódem. Druhou úroveň tvoří 88 oddílů, které jsou označeny dvoumístným číselným kódem. Oddíly se dále dělí do 272 skupin a 629 tříd, na národní úrovni bylo přidáno 160 podtříd.
Hlavní ekonomická činnost jednotky se určuje tzv. metodou top-down. Nejprve se určí sekce s nejvyšším podílem na přidané hodnotě, poté se určí oddíl, který se nejvyšší mírou podílí na tvorbě přidané hodnoty v této sekci. Analogicky se pak určí dominantní skupina v rámci oddílu a dominantní třída v rámci skupiny.

## Základní rozdělení CZ-NACE
| Skupina | Název |
| --- | --- |
| A Zemědělství, lesnictví, rybářství                                                                                              | 01 Rostlinná a živočišná výroba, myslivost a související činnosti                                                               |
| | 02 Lesnictví a těžba dřeva |
| | 03 Rybolov a akvakultura |
| B Těžba a dobývání | 05 Těžba a úprava černého a hnědého uhlí                                                                                        |
| | 06 Těžba ropy a zemního plynu                                                                                                   |
| | 07 Těžba a úprava rud |
| | 08 Ostatní těžba a dobývání |
| | 09 Podpůrné činnosti při těžbě                                                                                                  |
| C Zpracovatelský průmysl | 10 Výroba potravinářských výrobků                                                                                               |
| | 11 Výroba nápojů |
| | 12 Výroba tabákových výrobků |
| | 13 Výroba textilií |
| | 14 Výroba oděvů |
| | 15 Výroba usní a souvisejících výrobků                                                                                          |
| | 16 Zpracování dřeva, výroba dřevěných, korkových, proutěných a slaměných výrobků, kromě nábytku                                 |
| | 17 Výroba papíru a výrobků z papíru                                                                                             |
| | 18 Tisk a rozmnožování nahraných nosičů                                                                                         |
| | 19 Výroba koksu a rafinovaných ropných produktů                                                                                 |
| | 20 Výroba chemických látek a chemických přípravků                                                                               |
| | 21 Výroba základních farmaceutických výrobků a farmaceutických přípravků                                                        |
| | 22 Výroba pryžových a plastových výrobků                                                                                        |
| | 23 Výroba ostatních nekovových minerálních výrobků                                                                              |
| | 24 Výroba základních kovů, hutní zpracování kovů; slévárenství                                                                  |
| | 25 Výroba kovových konstrukcí a kovodělných výrobků, kromě strojů a zařízení                                                    |
| | 26 Výroba počítačů, elektronických a optických přístrojů a zařízení                                                             |
| | 27 Výroba elektrických zařízení                                                                                                 |
| | 28 Výroba strojů a zařízení j. n.                                                                                               |
| | 29 Výroba motorových vozidel (kromě motocyklů), přívěsů a návěsů                                                                |
| | 30 Výroba ostatních dopravních prostředků a zařízení                                                                            |
| | 31 Výroba nábytku |
| | 32 Ostatní zpracovatelský průmysl                                                                                               |
| | 33 Opravy a instalace strojů a zařízení                                                                                         |
| D Výroba a rozvod elektřiny, plynu, tepla a klimatizovaného vzduchu                                                              | 35 Výroba a rozvod elektřiny, plynu, tepla a klimatizovaného vzduchu                                                            |
| E Zásobování vodou; činnosti související s odpadními vodami, odpady a sanacemi                                                   | 36 Shromažďování, úprava a rozvod vody                                                                                          |
| | 37 Činnosti související s odpadními vodami                                                                                      |
| | 38 Shromažďování, sběr a odstraňování odpadů, úprava odpadů k dalšímu využití                                                   |
| | 39 Sanace a jiné činnosti související s odpady                                                                                  |
| F Stavebnictví | 41 Výstavba budov |
| | 42 Inženýrské stavitelství |
| | 43 Specializované stavební činnosti                                                                                             |
| G Velkoobchod a maloobchod; opravy a údržba motorových vozidel                                                                   | 45 Velkoobchod, maloobchod a opravy motorových vozidel                                                                          |
| | 46 Velkoobchod, kromě motorových vozidel                                                                                        |
| | 47 Maloobchod, kromě motorových vozidel                                                                                         |
| H Doprava a skladování | 49 Pozemní a potrubní doprava                                                                                                   |
| | 50 Vodní doprava |
| | 51 Letecká doprava |
| | 52 Skladování a vedlejší činnosti v dopravě                                                                                     |
| | 53 Poštovní a kurýrní činnosti                                                                                                  |
| I Ubytování, stravování, pohostinství                                                                                            | 55 Ubytování |
| | 56 Stravování a pohostinství |
| J Informační a komunikační činnosti                                                                                              | 58 Vydavatelské činnosti |
| | 59 Činnosti v oblasti filmů, videozáznamů a televizních programů, pořizování zvukových nahrávek a hudební vydavatelské činnosti |
| | 60 Tvorba programů a vysílání                                                                                                   |
| | 61 Telekomunikační činnosti |
| | 62 Činnosti v oblasti informačních technologií                                                                                  |
| | 63 Informační činnosti |
| K Peněžnictví a pojišťovnictví                                                                                                   | 64 Finanční zprostředkování, kromě pojišťovnictví a penzijního financování                                                      |
| | 65 Pojištění, zajištění a penzijní financování, kromě povinného sociálního zabezpečení                                          |
| | 66 Ostatní finanční činnosti |
| L Činnosti v oblasti nemovitostí                                                                                                 | 68 Činnosti v oblasti nemovitostí                                                                                               |
| M Profesní, vědecké a technické činnosti                                                                                         | 69 Právní a účetnické činnosti                                                                                                  |
| | 70 Činnosti vedení podniků; poradenství v oblasti řízení                                                                        |
| | 71 Architektonické a inženýrské činnosti; technické zkoušky a analýzy                                                           |
| | 72 Výzkum a vývoj |
| | 73 Reklama a průzkum trhu |
| | 74 Ostatní profesní, vědecké a technické činnosti                                                                               |
| | 75 Veterinární činnosti |
| N Administrativní a podpůrné činnosti                                                                                            | 77 Činnosti v oblasti pronájmu a operativního leasingu                                                                          |
| | 78 Činnosti související se zaměstnáním                                                                                          |
| | 79 Činnosti cestovních agentur, kanceláří a jiné rezervační a související činnosti                                              |
| | 80 Bezpečnostní a pátrací činnosti                                                                                              |
| | 81 Činnosti související se stavbami a úpravou krajiny                                                                           |
| | 82 Administrativní, kancelářské a jiné podpůrné činnosti pro podnikání                                                          |
| O Veřejná správa a obrana; povinné sociální zabezpečení                                                                          | 84 Veřejná správa a obrana; povinné sociální zabezpečení                                                                        |
| P Vzdělávání | 85 Vzdělávání |
| Q Zdravotní a sociální péče | 86 Zdravotní péče |
| | 87 Pobytové služby sociální péče                                                                                                |
| | 88 Ambulantní nebo terénní sociální služby                                                                                      |
| R Kulturní, zábavní a rekreační činnosti                                                                                         | 90 Tvůrčí, umělecké a zábavní činnosti                                                                                          |
| | 91 Činnosti knihoven, archivů, muzeí a jiných kulturních zařízení                                                               |
| | 92 Činnosti heren, kasin a sázkových kanceláří                                                                                  |
| | 93 Sportovní, zábavní a rekreační činnosti                                                                                      |
| S Ostatní činnosti | 94 Činnosti organizací sdružujících osoby za účelem prosazování společných zájmů                                                |
| | 95 Opravy počítačů a výrobků pro osobní potřebu a převážně pro domácnost                                                        |
| | 96 Poskytování ostatních osobních služeb                                                                                        |
| T Činnosti domácností jako zaměstnavatelů; Činnosti domácností produkujících blíže neurčené výrobky a služby pro vlastní potřebu | 97 Činnosti domácností jako zaměstnavatelů domácího personálu                                                                   |
| | 98 Činnosti domácností produkujících blíže neurčené výrobky a služby pro vlastní potřebu                                        |
| U Činnosti exteritoriálních organizací a orgánů                                                                                  | 99 Činnosti exteritoriálních organizací a orgánů                                                                                |